# Geflügelproduktion

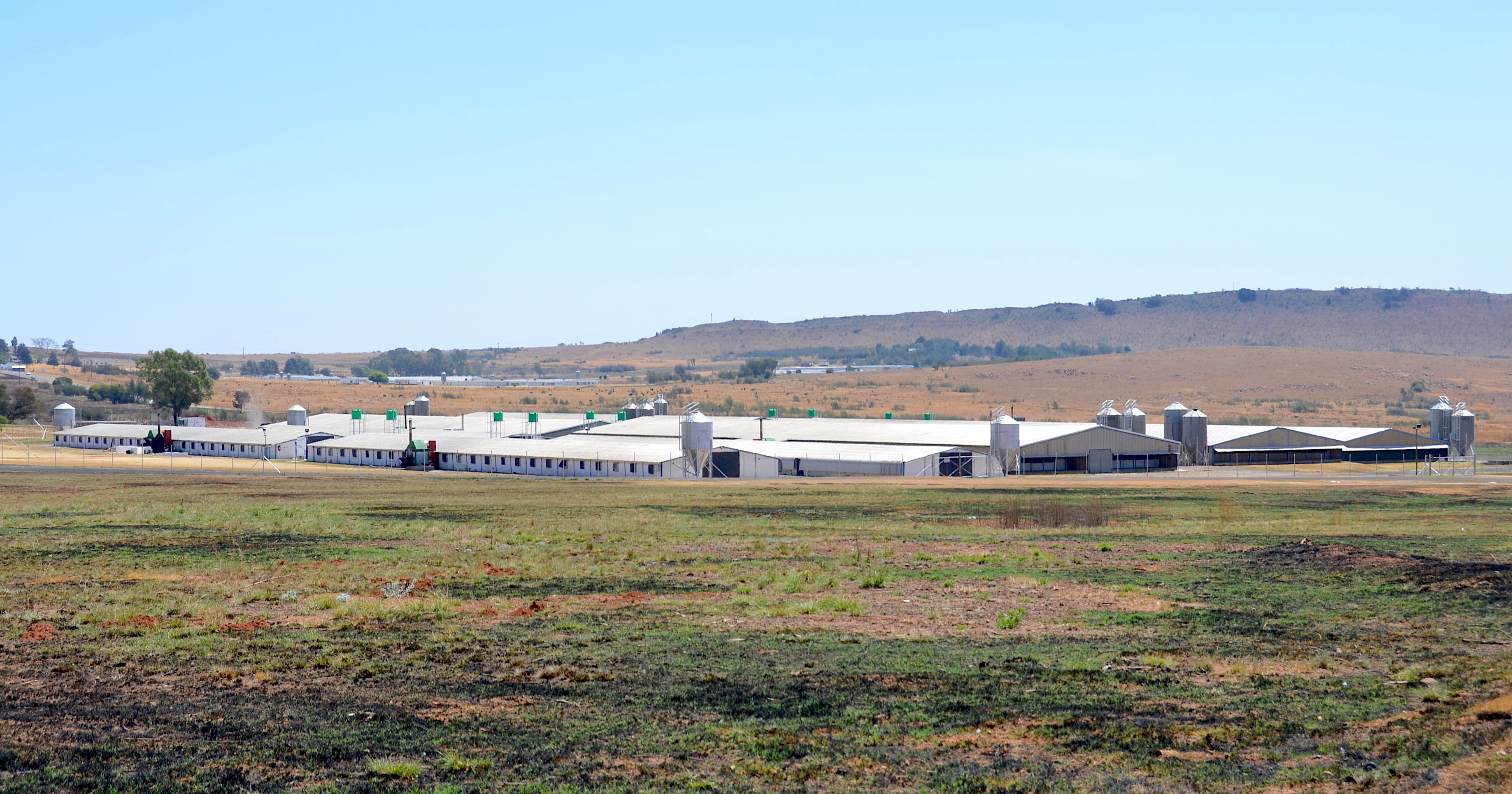
Geflügelfarm in Südafrika, im Vordergrund schwarzer Boden nach einem kontrollierten Feuer, welches Platz für jüngere Gräser macht

Die Geflügelproduktion umfasst die Systeme der Produktion von Erzeugnissen von Geflügel. Die wichtigsten Erzeugnisse sind Geflügelfleisch und Vogeleier. Der Markt für Geflügel wird dominiert durch Hybridhühner und Hybridzüchtungen der Pute. Traditionelle Rassen des Haushuhns und traditionelle Putenschläge kommen nur noch in der Hobbyhaltung vor.

## Globale Produktion

### Produktionsmengen
2021 wurden laut der Ernährungs- und Landwirtschaftsorganisation FAO weltweit 137.959.995 t Geflügelfleisch produziert.
Folgende Tabelle gibt eine Übersicht über die Geflügelfleischproduktion weltweit.
| Geflügelfleischproduktion (2021) | Geflügelfleischproduktion (2021) | Geflügelfleischproduktion (2021) | Geflügelfleischproduktion (2021) | Geflügelfleischproduktion (2021) |
| -------------------------------- | -------------------------------- | -------------------------------- | -------------------------------- | -------------------------------- |
| Geflügelart                      |                                  |                                  | Produktion (in t)                |                                  |
| Hühner (Hähnchen)                | Hühner (Hähnchen)                |                                  | 121.588.358                      | 121.588.358                      |
| Enten                            | Enten                            |                                  | 6.201.639                        | 6.201.639                        |
| Truthühner                       | Truthühner                       |                                  | 5.792.412                        | 5.792.412                        |
| Gänse                            | Gänse                            |                                  | 4.377.586                        | 4.377.586                        |
|                                  |                                  |                                  |                                  |                                  |

### Die größten Produktionsländer von Hühner-/Hähnchenfleisch
2021 wurden laut der Ernährungs- und Landwirtschaftsorganisation FAO weltweit 121.588.358 t Hühner-/Hähnchenfleisch hergestellt.
Folgende Tabelle gibt eine Übersicht über die zehn größten Produzenten von Hühner-/Hähnchenfleisch weltweit, die insgesamt 59,9 % der Menge produzierten.
| Rang | Land                | Menge (in t) |
| ---- | ------------------- | ------------ |
| 01   | Vereinigte Staaten  | 20.652.971   |
| 02   | Volksrepublik China | 14.700.000   |
| 03   | Brasilien           | 14.636.478   |
| 04   | Russland            | 04.617.338   |
| 05   | Indonesien          | 03.844.346   |
| 06   | Indien              | 03.670.156   |
| 07   | Mexiko              | 03.668.552   |
| 08   | Japan               | 02.435.965   |
| 09   | Argentinien         | 02.294.101   |
| 10   | Türkei              | 02.245.770   |
|      | Summe Top Ten       | 72.765.677   |
|      | restliche Länder    | 48.767.284   |

### Verbrauch und Verzehr
In Deutschland lag der durchschnittliche Verbrauch 2021 an Geflügelfleisch bei etwa 21,9 kg pro Kopf und Jahr. Dies entspricht etwa 27 % des in Deutschland insgesamt verbrauchten Fleisches (Nahrungsverbrauch, Futter, industrielle Verwertung, Verluste (einschl. Knochen)). Der Geflügelfleischverzehr lag im gleichen Jahr bei 13,1 kg/kopf/Jahr (nach Schätzung des Bundesmarktverbandes für Vieh und Fleisch: ohne Knochen, Futter, industrielle Verwertung und Verluste). Zum Vergleich: Verbrauch 2018: 23,2 kg/Kopf/Jahr und Verzehr 13,8 kg/Kopf/Jahr.

### Selbstversorgungsgrad
Der Selbstversorgungsgrad zeigt das Verhältnis von Produktion und Verbrauch in einem Land. Exportiert ein Land von einem Lebensmittel mehr als es importiert, liegt der Selbstversorgungsgrad über 100 Prozent. Österreich und die Schweiz produzieren deutlich weniger als sie verbrauchen.
| Land        | Selbstversorgungsgrad in % |
| ----------- | -------------------------- |
| Deutschland | 98                         |
| Österreich  | 71                         |
| Schweiz     | 55                         |

### Masthühner – Betriebe und Betriebsgrößen in Deutschland

Hühnerzucht – Anzahl der Betriebe und der Masthühner in Deutschland, 1999–2016. In 17 Jahren hat sich der Bestand an Masthühnern fast verdoppelt. Im gleichen Zeitraum wurden nahezu drei Viertel aller Betriebe aufgegeben. Quelle: Fleischatlas 2021, Urheber: Bartz/Stockmar, Lizenz: CC BY 4.0

| Unternehmen                      | Sitz                | Umsatz in Mio. Euro (2023) |
| -------------------------------- | ------------------- | -------------------------- |
| PHW-Gruppe (Wiesenhof, Bruzzler) | Visbek              | 4.033                      |
| Rothkötter                       | Meppen              | 1.700                      |
| Sprehe-Gruppe                    | Lorup               | 950                        |
| Heidemark                        | Garrel              | 713                        |
| Plukon Food Group                | Wezep (Niederlande) | 620                        |
| Vossko                           | Ostbevern           | 221                        |
| Borgmeier                        | Delbrück            | 212                        |
| Geti Wilba                       | Bremervörde         | 205                        |
| Gut Bergmark                     | Steinfeld           | 132,5                      |
| Farmers                          | Dülmen              | 72                         |

### Schweiz
In der Schweiz gibt es den Verein SGP (Schweizer Geflügelproduzenten). Er wurde 1999 gegründet und hat laut eigenen Angaben etwa 1000 Mitglieder. 2019 wurde die Interessengemeinschaft Bio Poulet gegründet. Mehr als ein Drittel der Biopoulet-Mäster (56 von rund 140) sind Mitglied in dieser IG. Den größten Marktanteil bei Poulet hat Micarna mit 43 Prozent. 31'136'455 Poulets hat das Unternehmen im Jahr 2019 geschlachtet.:S. 49
Das 'Aviforum' in Zollikofen gilt als das Kompetenzzentrum der schweizerischen Geflügelwirtschaft in den Bereichen Bildung, Forschung und Dienstleistungen; es hat einen eigenen Versuchs- und Produktionsbetrieb.
Die Schweizerische Geflügelzeitung ist (Stand Ende 2020) die einzige Fachzeitschrift der Schweizer Geflügelwirtschaft; sie erscheint monatlich zweisprachig.
In der Schweiz wird das Mastgeflügel in Bodenhaltung auf Einstreue aus Stroh oder Hobelspänen gehalten. Die Tiere können sich im Stall frei auf dem Boden bewegen, scharren und können erhöhte Sitzgelegenheiten haben (BTS-Programm). Die meisten Geflügelhalter ermöglichen den Tieren Auslauf ins Freie (RAUS-Programm), sei es in einen Außenklimabereich (kurz: AKB) (befestigter, überdachter Bereich), in einem Laufhof (AKB ohne Dach) oder auf eine Wiese. Diese Haltungsarten gelten als anspruchsvoller und teurer, doch bekommen die Halter Produktionssystembeiträge. In den ersten 21 Lebenstagen ist der Zugang zum AKB für Mastpoulets fakultativ, womit den Tieren den größten Teil ihres Lebens den Auslauf verwehrt wird. Im AKB stehen einem Huhn – insofern es diesen mit dem hohen Gewicht überhaupt noch erreicht – 130 Quadratzentimeter zur Verfügung.:S. 71
Es gibt in der Schweiz zwei Arten von Haltungsformen: „BTS“ (Besonders tierfreundliche Stallhaltungssysteme) und „RAUS“ (Haltung mit regelmäßigem Auslauf ins Freie). Tierschützer kritisieren (vgl. Tierwohllabel#Schweiz), dass diese Bezeichnungen bei Konsumenten einen geschönten Eindruck hinterlassen sollen.
In der Schweiz wurde ab 1996 für Labelprodukte sowie für den größten Teil der konventionellen Geflügelproduktion freiwillig auf Beimischung von Tiermehl verzichtet (Tiermehl war damals durch den BSE-Skandal bei Kühen in Verruf geraten). Im Jahr 2015 gab es in der Pouletproduktion 517 Betriebe mit spezialisierter Produktion, das heißt mit 5'000 oder mehr Mastgeflügel. Sie hielten im Durchschnitt 10'995 Tiere und somit 82 Prozent des gesamten Bestands.:S. 51 Die Geflügelproduktion ist faktisch vollständig von Importen bei Futtermittel und Küken abhängig.:S. 86 2023 wurde am meisten Geflügel im Kanton Freiburg produziert, am zweitmeisten im Kanton Bern.
Bei Überproduktion von Eiern – z. B. nach Ostern (Ostereier) – kommt in der Schweiz die sogenannte Aufschlags- und Verbilligungsaktionen Eier zum Einsatz. Damit wird die Wirtschaft durch Subventionen finanziell unterstützt.

### Österreich
In Österreich gibt es die Zentrale Arbeitsgemeinschaft für Geflügelwirtschaft (ZAG). Sie ist eine freiwillige Interessensvertretung für die österreichische Geflügelwirtschaft. Die ZAG vertritt die Interessen der österreichischen Eierproduktion und der österreichischen Geflügelmast.
Die Österreichische Qualitätsgeflügelvereinigung (QGV), anerkannter Geflügelgesundheitsdienst, zeichnet in einer Datenbank den Weg von Mastgeflügel und Legehennen mit allen Kontrollen, Behandlungen und Salmonellenproben auf.
Österreichs Legehennenhalter stellten im Herbst 2010 die komplette Frischeier-Produktion auf gentechnikfreie Fütterung um. 2012 wurde ein Großteil der österreichischen Mastgeflügelproduktion (Huhn, Pute) auf gentechnikfreie Fütterung umgestellt.
Österreich versorgt sich zu 67 Prozent selbst mit Geflügelfleisch, Tendenz sinkend.

### Eier
China ist mit 40 % der mit Abstand größte Eierproduzent. 94 % der 2007 produzierten Vogeleier waren Hühnereier.

## Rassen
In der Hühnerproduktion werden vor allem verschiedene Hybridhühner verwendet. Rassegeflügel (traditionelle Rassen) wird nur noch in der Rassegeflügelzucht genutzt. In der Eierproduktion wird aufgrund der hohen Ausbeute vor allem das Legehybridhuhn Leghorn eingesetzt.
Zweinutzungsrassen sind größer als Leghorns und bedeuten daher höhere Produktionskosten. Auch in der Mast sind sie spezialisierten Fleischrassen hinsichtlich Kosteneffizienz unterlegen. Für die Mast dienen häufig Masthybride, früher zum Beispiel zwischen weiblichen Plymouth Rocks und männlichen Cornishs. Diese Hybridzuchten legen weniger Eier, sind aber für die Mast sehr geeignet.
Die wichtigsten Truthuhnrassen sind Bronze und Weiße. Die Weißen sind die am weitesten verbreitete Rasse.
Die besten Entenrassen für die Fleischproduktion sind Amerikanische Pekingente und Warzenente. Die besten Rassen für die Eierproduktion sind Khaki Campbell und die Laufente.

## Haltung

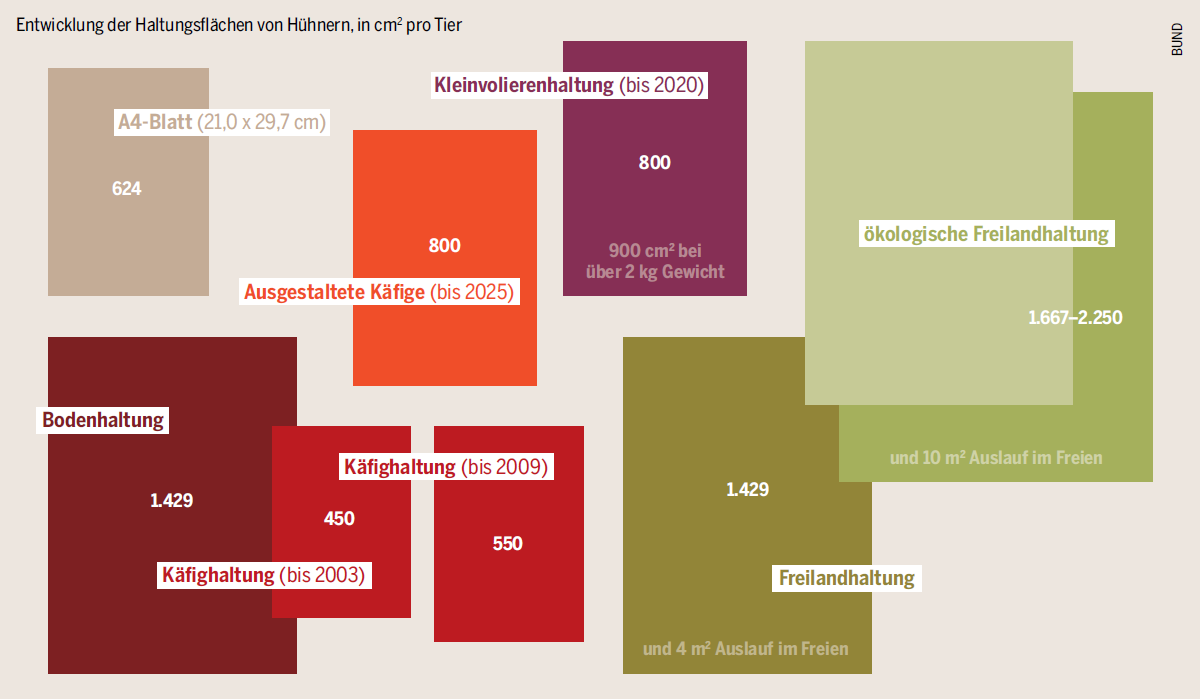
Haltungsflächen von Hühnern (Quelle: Fleischatlas)

Bei der Hühnerproduktion unterscheidet man drei Betriebsarten: Eierproduktion, Broilermast (Geflügelmast) und Aufzucht.
- In eierproduzierenden Betrieben („Ablegebetrieben“) werden Legehennen in Volierensystemen, in der Bodenhaltung oder auf Kotgruben gehalten. Nach einem bis zwei Produktionszyklen werden die Hennen als Suppenhühner verkauft.
- Die Geflügelmast (Broilermast) dient der Produktion von Hühnerfleisch. Sie verwendet energiereiches Futter, typischerweise Importe aus Südamerika, um hohe und schnelle Gewichtszunahmen sicher zu erreichen.
- Aufzuchtbetriebe halten Küken, die dann an Eier- oder Gefügelmastbetriebe verkauft werden. Ein gängiges Geschäftsmodell in der Geflügelproduktion ist die vertikale Integration, bei der mehrere Produktionsschritte enger miteinander verbunden sind und die üblicherweise von Futtermittelherstellern oder Verarbeitern finanziert und koordiniert werden. So entstehen riesige Betriebe, die effizient produzieren, aber auch Umweltbelastungen mit sich bringen.[30]

Truthühner können im Freien oder in Ställen gemästet werden, wobei eine Tendenz Richtung Stallhaltung zu beobachten ist. Gänse und Enten werden für gewöhnlich im Stall und unter geringerem Maschineneinsatz gehalten. In der Hühnerhaltung werden hingegen oft automatische oder semiautomatische Fütterungs-, Tränk- und Reinigungseinrichtungen verwendet. Auch Licht beeinflusst die Geschlechtsreife und die Legerate und wird daher reguliert.
Futtermittel machen den größten Teil der Kosten in der Geflügelproduktion aus. Diese Futtermittel können entweder fertig gemischt gekauft werden oder im Betrieb zubereitet werden. Die Vögel benötigen Kohlenhydrate, Proteine, Mineralstoffe, Vitamine und Wasser. Grit (Split) wird zugefüttert, um ein Zerkleinern des Futters im Magen zu erleichtern. Muschelschalen versorgen die Tiere mit Kalzium.
Aufgrund der Intensivsthaltung sind eine Vielzahl von Krankheiten und Parasiten eine ständige Gefahr in der Geflügelproduktion. Die aus Sicht der Kosten effizienteste Herangehensweise ist eine umfangreiche Prävention, zu der Sanitärtechnik, Isolation, Impfungen und Dauer-Medikation gehören. Wichtige Impfungen richten sich gegen die Marek-Krankheit, die Newcastle-Krankheit und die infektiöse Bronchitis des Huhnes. Da die Aufzucht von Junghennen oft zentralisiert abläuft und die Tiere anschließend in verschiedene Aufzuchtbetriebe verteilt werden, vergrößert sich die Gefahr einer überregionalen Ausbreitung von Krankheiten – wie z. B. im Jahr 2021 mit der Vogelgrippe H5N8 in Deutschland.

### Systeme der Legehennenhaltung (Eierproduktion)
Im Jahr 1950 legte in Deutschland ein Huhn durchschnittlich 120 Eier pro Jahr, 2015 waren es etwa 300.
Bei den Haltungssystemen unterscheidet man zwischen Käfig-, Boden- und Freilandhaltung. Der Großteil der weltweit gelegten Eier entstammt der Käfighaltung. In Europa verliert die Käfighaltung jedoch an Bedeutung, der Anteil sank im Jahr 2008 auf 75 %.
Laut Bundesministerium für Ernährung und Landwirtschaft entfielen von den 44,5 Millionen Haltungsplätzen in Deutschland 26,6 Millionen (60 %) auf die Bodenhaltung, 7 Millionen (15,7 %) auf die Freilandhaltung, 5,1 Millionen (11,5 %) auf die Haltung in ausgestalteten Käfigen und Kleingruppen und 3,7 Millionen Plätze (8,3 %) auf die ökologische Erzeugung (Zahlen vom 1. Dezember 2013).
In der Schweiz wird bereits der überwiegende Anteil der Eier in der Freilandhaltung erzeugt; in Schweden, Österreich und den Niederlanden nimmt die Bodenhaltung eine bedeutende Stellung ein. Australien und Neuseeland folgen diesem Trend, in Australien ist der Anteil der Käfighaltung unter 80 % gesunken. In der Volksrepublik China und in Indien werden noch bis zu ein Drittel der Eier von nicht-kommerziellen, freilaufenden Hühnern gelegt, in den anderen Ländern der Welt dominiert die Käfighaltung jedoch mit 80–100 % die Produktion. Nach der Legehennenverordnung ist in Deutschland seit dem 1. Januar 2009 die konventionelle Käfighaltung verboten. Wissenschaftler halten jedoch freie Haltungssysteme für keine tiergerechte Haltungsform in der Massentierhaltung. In der EU wird die Haltungsform nach den Eierkennzeichnungsregeln auf das Hühnerei gedruckt.

#### Käfighaltung

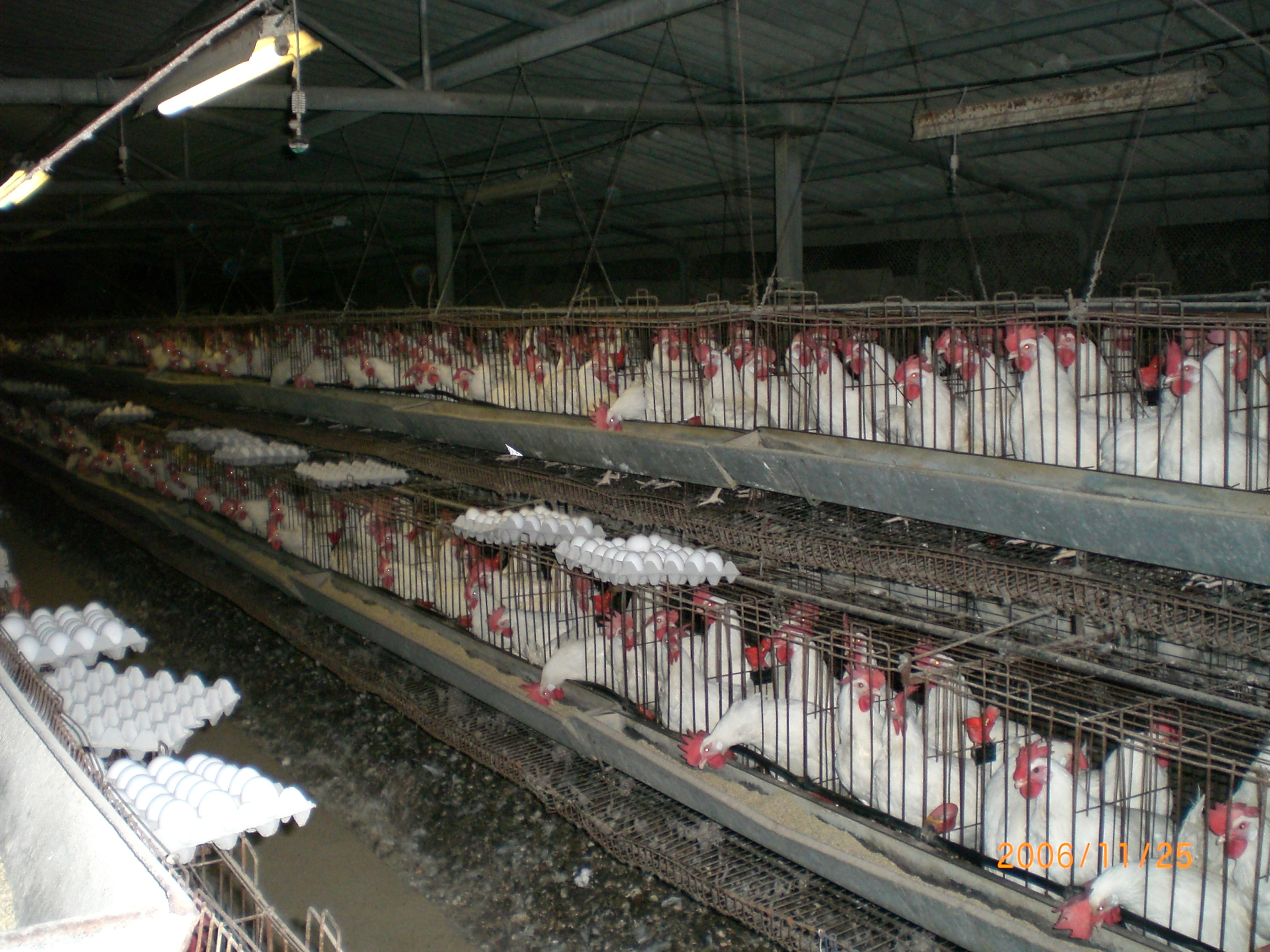
Legehennen in konventioneller Käfighaltung (seit 2012 in der gesamten EU verboten)

Es gibt verschiedene Formen der Käfighaltung. Die konventionelle Käfighaltung wird auch als Legebatterie oder Legehennenbatterie bezeichnet. Die Versorgung mit Futter und Wasser, das Sammeln der Eier und die Entsorgung des Kotes erfolgen vollautomatisch. Die Käfige bestehen aus Metall, sind für fünf Hennen ausgelegt und sind in mehreren, manchmal mehr als zehn Stockwerken angeordnet. Legebatterien haben eine Fläche von 550 cm² pro Henne. Die Käfighaltung ist die kostengünstigste aller Haltungsformen, wird jedoch von Tierschützern hinsichtlich der Artgerechtheit kritisiert, da Hennen sich nur stark eingeschränkt bewegen und nicht flügelschlagen und sandbaden können.
Die Käfighaltung hat eine in allen Parametern (Land- und Energieverbrauch, Verschmutzung, globale Erwärmung) günstigere Ökobilanz pro Ertragseinheit als jedes andere System der Eierproduktion (inkl. konventioneller und ökologischer Freilandhaltung). Dies ergab sich aus einer vom britischen Landwirtschaftsministerium in Auftrag gegebenen Ökobilanzierung von 2006, die alle Produktionsschritte bis zum „Farmtor“ (also ohne folgende Weiterverarbeitungsschritte, Transport und Lagerung bis zum Endverkauf) erfasste. Gründe sind unter anderem die geringen Gemeinkosten in der Züchtung (hohe Reproduktionsraten), die sehr effiziente Futterverwertung und die hohen Tageszunahmen (ermöglicht durch Fortschritte bei Züchtung und Fütterung).
In der Schweiz wurde die konventionelle Käfighaltung 1992, in Deutschland und Österreich 2009 verboten. Seit 1. Januar 2012 ist sie in der gesamten Europäischen Union verboten. Das Importieren von Eiern aus Käfighaltung und Produkten, in denen solche enthalten sind, ist aber weiterhin erlaubt. Ab 2012 sind in der Europäischen Union nur noch ausgestaltete Käfige erlaubt, die ein höheres Platzangebot (750 cm² pro Tier) sowie Scharrbereich, Sitzstangen und Nester bieten. Die EU-Kommission kritisierte am 20. Oktober 2011 die bisher schleppende Umsetzung einer entsprechenden EU-Verordnung in einigen EU-Mitgliedstaaten und bekräftigte, die Frist für das Verbot von Käfighaltung zum 1. Januar 2012 nicht zu verlängern.

##### Kleingruppenhaltung
Die in Deutschland entwickelte und seit 2006 erlaubte sogenannte Kleingruppenhaltung geht über die EU-Vorgaben an einen ausgestalteten Käfig hinaus. Die Kleingruppenhaltung (40 bis 60 Tiere) bietet jeder Henne 800–900 cm² Fläche, abgedunkelte Nester zur Eiablage, erhöhte Sitzstangen und 900 cm² Einstreubereich pro zehn Hennen zum Scharren und Picken. Die Tierärztliche Hochschule Hannover bezeichnet diese Haltungsform als einen Kompromiss aus Wettbewerbsfähigkeit und Artgerechtigkeit. Tierschützer wie PETA oder der Deutsche Tierschutzbund kritisieren diese Haltungsform und bezeichnen den Begriff Kleingruppenhaltung als beschönigend. Etwa 10 % der deutschen Legehennen werden in Kleingruppen gehalten. Mit Beschluss vom 12. Oktober 2010 erklärte das Bundesverfassungsgericht die Regelung zur Kleingruppenhaltung als unvereinbar mit dem Grundgesetz, weil die Tierschutzkommission nicht in der nach dem Tierschutzgesetz erforderlichen Weise angehört wurde. Bis Ende März 2012 müsse eine Neuregelung erfolgen. Nachdem sich eine Neuregelung zunächst verzögerte, beschloss der Bundesrat am 6. November 2015, dass die Haltung von Legehennen in Kleingruppen in ausgestalteten Käfigen beendet werden soll. Eine Änderung der Tierschutz-Nutztierhaltungsverordnung sieht eine Auslauffrist für bestehende Betriebe bis Ende 2025 vor. Nur für besondere Härtefälle soll eine Verlängerung der Frist um bis zu maximal drei Jahre möglich sein.

#### Bodenhaltung

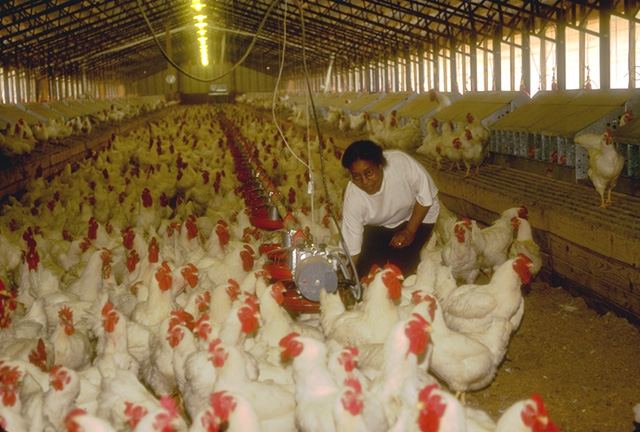
Elterntiere in Bodenhaltung

In der klassischen Bodenhaltung befindet sich ein zwei Drittel der Fläche einnehmender und mit Nestern und Sitzstangen versehener Kotkasten in der Mitte des Stalles. Die Sitzstangen können auch in gestufter Form erhöht werden, sodass der Raum besser ausgenutzt wird. Die Restfläche dient als Scharrraum. Die Futter- und Tränkeeinrichtungen befinden sich über den Sitzstangen, damit möglichst viel Kot in die Kotgrube gelangt. Der Kot kann während der gesamten Zeit im Stall verbleiben, wird aber meistens auf Bändern oder mit Hilfe von Schrubbern aus dem Stall entfernt. Von den Nestern können die Eier meist von einem automatischen Band eingesammelt werden. Eine Variante der Bodenhaltung ist die Volierenhaltung, bei der mehrere Etagen von Nestern, Sitzstangen und Futtertrögen eine bessere Flächennutzung ermöglichen. Der Stall kann zudem um einen überdachten Auslauf („Außenklimabereich/AKB“) erweitert werden, der nach einer Seite hin nur mit einem Gitter oder Netz versehen ist. Der Boden ist befestigt und muss ebenfalls eingestreut werden. Dadurch kann das Stallklima verbessert und die nutzbare Bodenfläche vergrößert werden.
Die Bodenhaltung ist artgerechter als die Käfighaltung und kostengünstiger als die Freilandhaltung. Zu den Nachteilen gegenüber der Käfighaltung gehört, dass die Hennen häufiger mit dem Kot in Körperkontakt kommen, was die Verbreitung von Parasiten und Krankheiten fördert.

#### Freilandhaltung

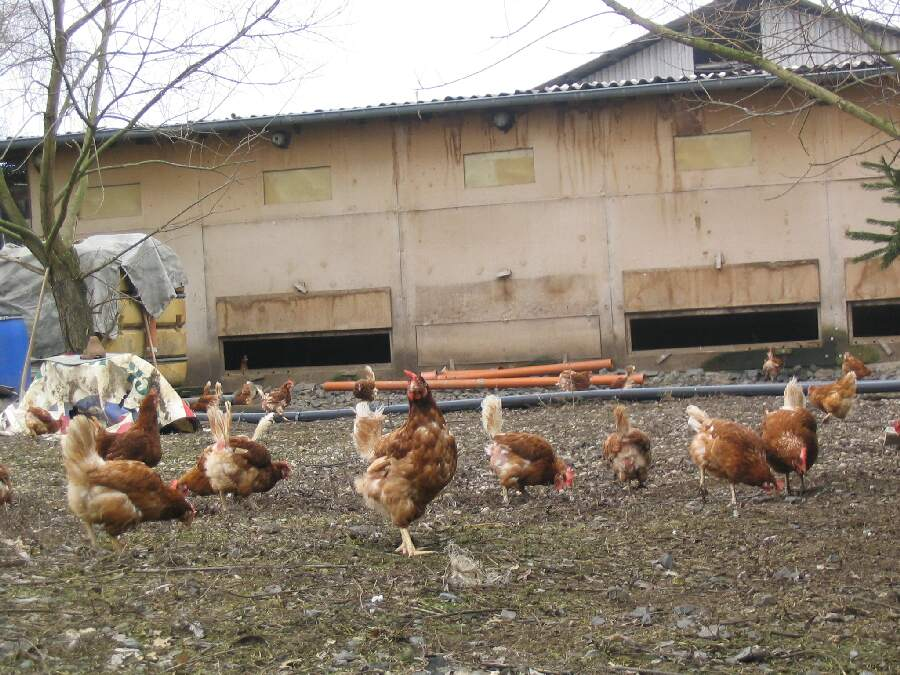
Legehennen in Freilandhaltung

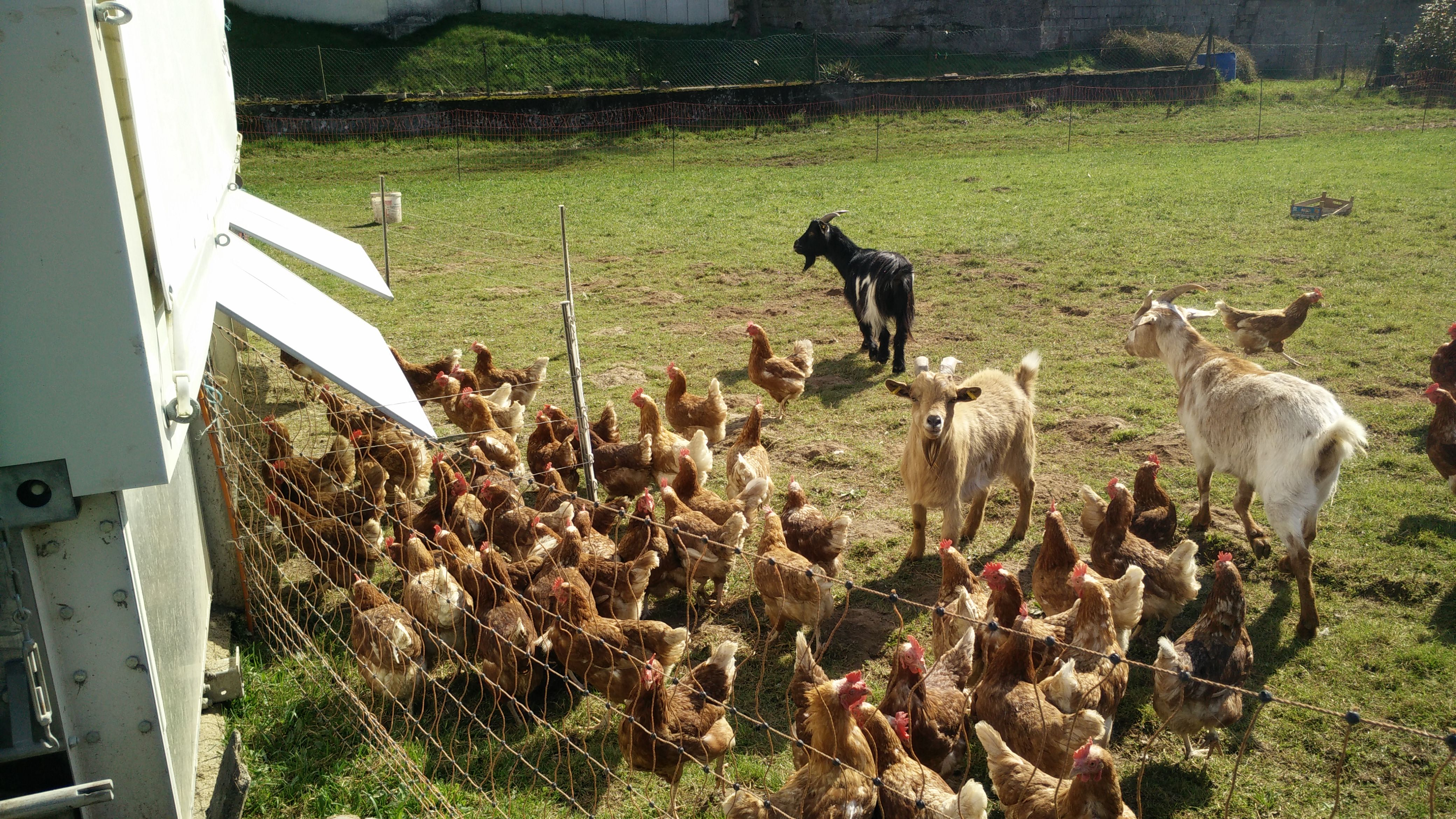
Hühner aus dem mobilen Stallsystem „Hühnermobil 225“. Geschützt vor Greifvögeln durch das Beisein von Ziegen.

Legehennen müssen bei der Freilandhaltung neben ihrem Stall einen Mindestfreilauf von 4 m² Freiland pro Huhn haben. Falls etwa infolge einer Tierseuche, wie z. B. der Vogelgrippe, eine Stallpflicht verordnet wird, dürfen die Eier trotzdem noch über Monate hinweg als Freilandeier verkauft werden (je nach Gesetzeslage des jeweiligen Landes). Die Vorschriften für den Stall sind dieselben wie bei der Bodenhaltung. Freilandhühner haben neben ihrem Stall mit Sitzstangen, Nestern und Einstreu tagsüber in der Regel Auslauf im Freien, wo sie ihre natürlichen Verhaltensweisen und ihr Bewegungsbedürfnis ungehindert ausleben können. Der Auslauf muss überwiegend begrünt sein. Bäume, Sträucher oder ein Unterstand sind notwendig, damit die Tiere Schutz vor natürlichen Feinden finden können. Bei unsachgemäßer Haltung sind potentielle Probleme der Freilandhaltung (sehr geringe) Verluste durch Greifvögel, Kannibalismus und Krankheiten wie Rotlauf und Tuberkulose sowie Parasitenbefall, was unter Umständen Medikamenteneinsatz erfordert. Die Legeleistung ist geringer. Im Gegensatz zur herkömmlichen Freilandhaltung dürfen in Österreich bei der Biohaltung maximal sechs Tiere pro Quadratmeter leben. In einem Stall dürfen maximal 3.000 Hennen untergebracht sein. Laut einer Studie der Technischen Universität München ist die Keimbelastung von Hühnereiern aus Öko-Freilandhaltung im Vergleich zu konventioneller Legehennenhaltung nicht erhöht.

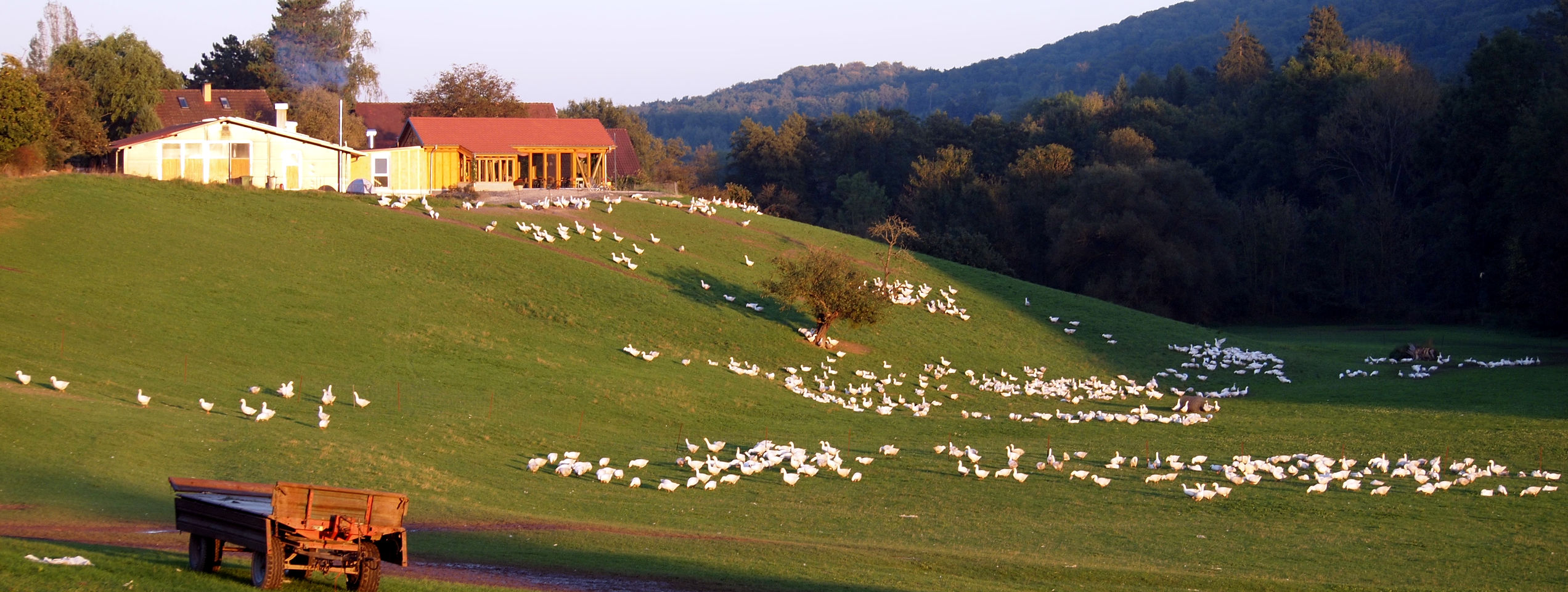
Gänse in Freilandhaltung im Kirbachtal

Diese Probleme lassen sich durch verschiedene Maßnahmen lösen, z. B. durch die Zucht von robusteren und besser befiederten Legehybriden, die prophylaktische Impfung und sorgfältige gesundheitliche Beobachtung mit rechtzeitiger Behandlung, die bauliche Optimierung und regelmäßige Desinfektion der stark genutzten stallnahen Auslaufflächen und ganz besonders durch eine artgerechte Gestaltung der stallfernen Auslaufflächen durch entsprechende Bepflanzung und Schaffung künstlicher Versteckmöglichkeiten, Tränken, Staub- und Sandbädern. Besonders stark genutzte Bereiche sollten bis zur Regeneration der Grasnarbe eingezäunt werden, um die Umweltbelastung und das gesundheitliche Gefährdungspotential zu reduzieren.

##### Hühnerwagen und Hühnertraktoren
Einen besonderen Lösungsansatz stellen mobile Stallsysteme dar. Mit Hühnerwagen, sogenannten mobilen Stallsystemen, oder der kleineren Lösung den Hühnertraktoren kann die Auslauffläche im Freiland regelmäßig gewechselt werden, was den Nährstoffeintrag im Boden und dessen Abnutzung sowie die Anreicherung von Krankheitserregern enorm reduziert. Diese Ställe können ähnlich wie in der konventionellen Boden- und Volierenhaltung ausgestattet sein. Als Auslauffläche eignen sich besonders durch Fleischrinder und -schafe vorgeweidete Flächen.
In der ökologischen Landwirtschaft ist diese Haltungsform am verbreitetsten und unterliegt dort zusätzlichen Auflagen. So darf die Belegungsdichte im Stall sechs Tiere pro Quadratmeter nicht überschreiten, zudem muss das Futter aus ökologischem Anbau stammen.

### Geflügelmast
Die gesamte Stallfläche ist eingestreut oder mit perforiertem Material versehen. Die Wasser- und Futterlinien müssen zudem in der Höhe verstellbar sein, damit die Tiere während ihres Wachstums immer von der richtigen Höhe trinken und fressen können. Das hat auch arbeitswirtschaftliche Vorteile, da die Einrichtungen nach Mastende an die Decke gezogen werden können und der Stall dann einfacher gereinigt werden kann. Die Küken werden anfangs in Drahtgeflechten oder Plastikgittern mit einer Höhe von 50–100 cm gehalten („Kükenringe“). Diese werden um eine Tränke- und Futtereinrichtung angeordnet, damit die Küken sich an diese Einrichtungen gewöhnen.

#### Hähnchenmast

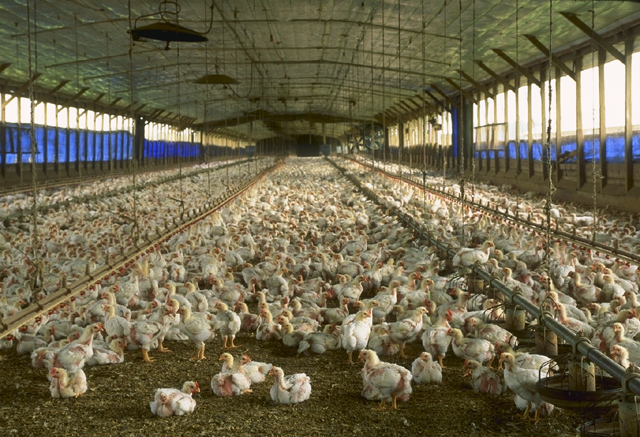
Hähnchenmast

In den USA sind Offenställe verbreitet, die keinen befestigten Boden haben und deren Seiten nur durch automatisch geregelte Jalousien begrenzt sind. Diese auch „Naturstall“ oder „Lousianastall“ genannte Form hat somit eine freie Lüftung im Gegensatz zum geschlossenen Massivstall mit Zwangslüftung. Die Stallbreite ist dadurch auf 11 Meter begrenzt, die Länge beträgt 80–100 Meter. In diesen Lousianaställen wird vor dem Einstallen der Tiere eine Einstreuschicht in Höhe von circa 35 cm aufgebracht, die nach Mastende nur teilweise entfernt wird (feuchte Einstreu und Staub). Nach ca. einem Jahr (sieben bis acht Durchgängen) kann dann die ganze Schicht entfernt und der Stall nass gereinigt und desinfiziert werden. Die Einstreu bildet eine Mistmatratze, die den Boden erwärmt und hilft, Heizkosten zu sparen. In warmen Sommermonaten wird gekühlt.
Im mitteleuropäischen Klimaraum ist der Boden in der Regel befestigt (Beton), oft in Kombination mit einem geschlossenen und im Winter beheizten Massivstall. Nach 32–38 Tagen erreichen die Hähnchen ein Endgewicht von 1,5–2 kg. Nach dem Ausstallen der Tiere wird der Stall entmistet, mit Hochdruckreinigern gesäubert und anschließend desinfiziert. Als Einstreu dient eine 0,5–1 cm dicke Schicht aus Stroh oder Hobelspänen.

#### Putenmast

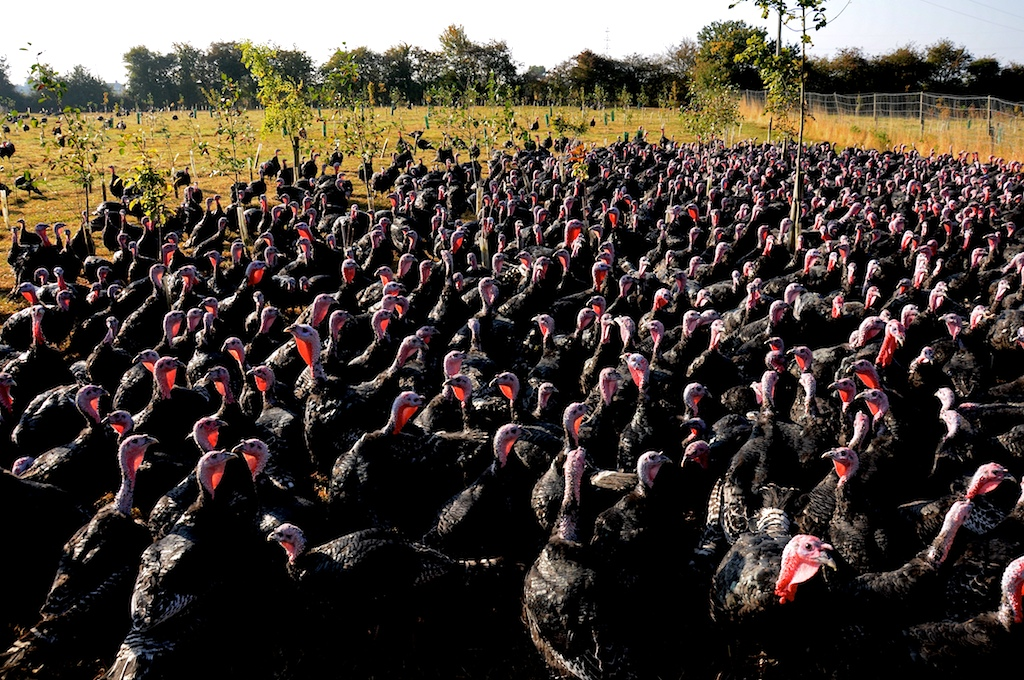
Freilandhaltung von Puten

Bei der Putenmast herrscht der Offenstall mit der freien Lüftung vor. Eine zusätzliche Kühlung für heiße Sommermonate erfolgt wie in der Hähnchenmast. Die Einstreu soll eine optimale Höhe von 10–12 cm haben und wird zwei- bis dreimal wöchentlich ergänzt. Nach Mastende wird der Stall vollständig gereinigt und desinfiziert. Die Stalleinrichtung kann um Sitzstangen oder erhöhte Sitzgelegenheiten und Beschäftigungsmaterial ergänzt werden. Bei Sitzstangen sollte beachtet werden, dass zu schwere Tiere Technopathien erleiden können wie Ballengeschwüre oder Schäden am Brustbein. (Technopathien sind körperliche Schäden, die durch das Haltungssystem verursacht werden; Ethopathien sind Verhaltensstörungen, die durch die Haltungsbedingungen verursacht werden.) Beschäftigungsmaterial kann ein Strohballen sein, an dem die Tiere picken können.
Die Freilandhaltung spielt in der Putenmast lediglich im Rahmen der ökologischen Produktion eine Rolle, wo mit kleineren Beständen und Auslauf gearbeitet wird. Dabei wird zum Schutz vor Witterungsbedingungen mit Unterständen wie Strohburgen, Altgebäuden oder Mobilställen gearbeitet. Da Schnabelkürzen nicht gestattet ist, besteht eine erhöhte Kannibalismusgefahr. Die maximale Besatzdichte liegt bei zehn Tieren pro Quadratmeter. Sitzstangen sind in Aufzucht und Mast vorgeschrieben. Das Mindestschlachtalter beträgt 140 Tage. In Stallnähe bildet sich ein erhöhter Kot- und Parasitenbefall sowie Verschlammungen bei Regenfall. Verluste durch Greifvögel, Fuchs und Marder sind möglich. Insbesondere in schlecht gepflegten Ausläufen kann es zu erheblichen Verlusten durch das Auftreten der Schwarzkopfkrankheit kommen, da Medikation dagegen EU-weit verboten ist. Bezüglich der Probleme der Öko-Freilandhaltung werden mehrere Lösungsansätze empfohlen: Aufgrund des Verbots von Medikamenten sollten im Hinblick auf die Hygiene nur trockene Flächen verwendet werden und zur Regeneration der Grasnarbe nur Wechselausläufe verwendet werden. Die Schaffung zusätzlicher Versteckmöglichkeiten kann die Verluste durch Greifvögel reduzieren. Niederschlagswasser sollte über Dachrinnen aufgefangen und abgeleitet werden, Kahlstellen mit Sand oder Holzhackschnitzeln aufgefüllt werden; zur Keimreduktion sollte gekalkt werden.
Das durchschnittliche Schlachtgewicht liegt bei 13 kg.

## Probleme, Missstände

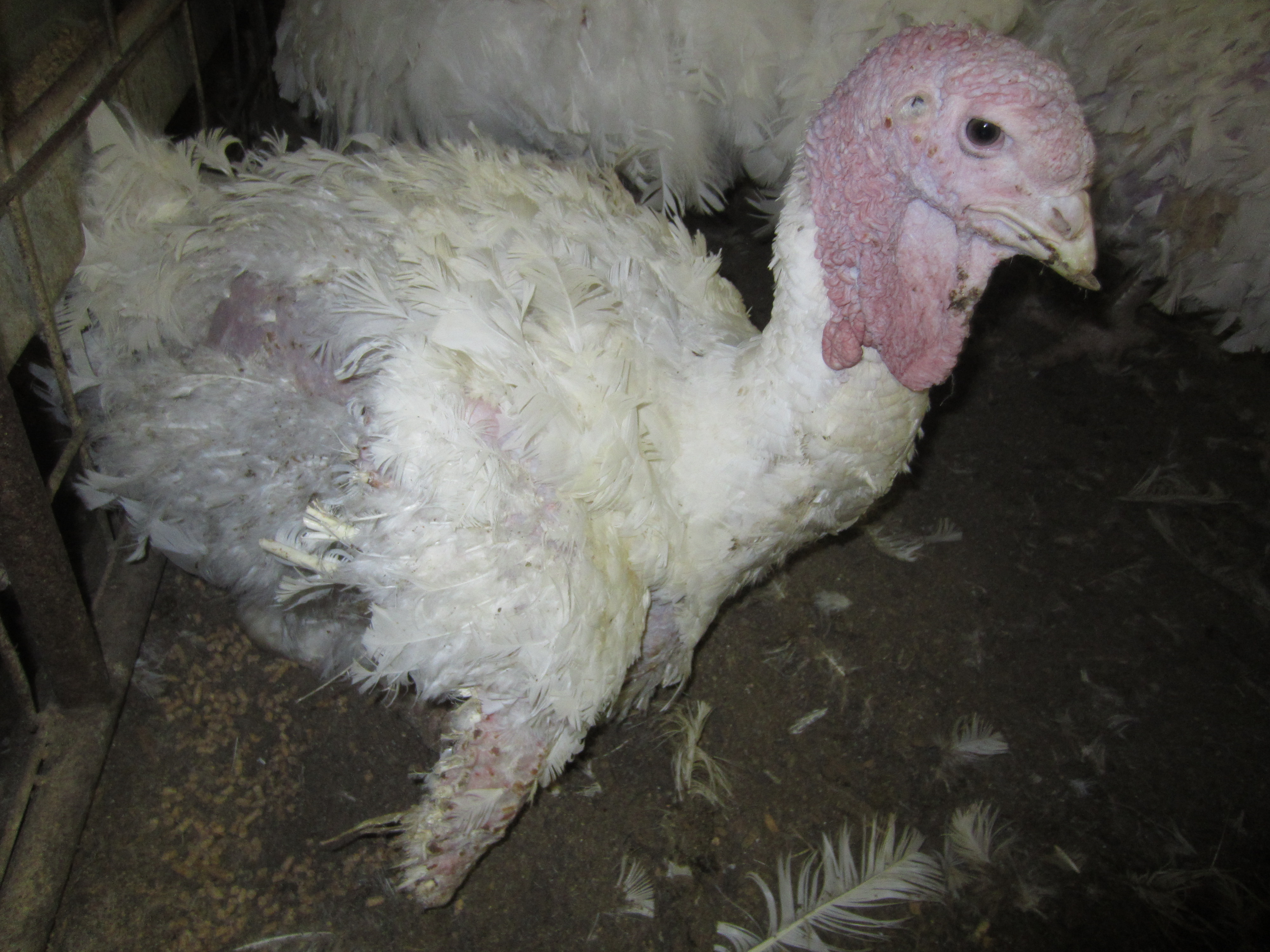
Truthahn mit kahlen Stellen in einer Bodenhaltung

Sind die Umgebungsverhältnisse ungenügend, so können überforderte Tiere Verhaltensstörungen zeigen. Federpicken und Kannibalismus kommen vor allem bei Hühnern, aber auch bei Puten, Enten und vereinzelt auch Gänsen vor. Die auslösenden Faktoren sind vielzählig. Artgemäße Aufzuchtbedingungen können vorbeugend wirken. Trockene und lockere Einstreuung, schadgasarme und nicht zu warme Luft sowie Tageslichtzufuhr sind Bestandteil einer artgerechten Tierhaltung. Ein Hahn pro 50 Hennen kann einen positiv regulierenden Effekt haben. Bei Puten ist die innerartliche Aggressivität der mittelintensiven Linien deutlich geringer als die der intensiven konventionellen Hybriden.
Die EFSA kommt ebenfalls zu dem Schluss, dass Verhaltensweisen wie Futtersuche, Sandbaden, Sitzen und Nestbau in manchen Ställen nicht ausgelebt werden können, was zu gesundheitlichen Störungen und Verletzungen führen kann. Hauptproblem bleiben Verletzungen durch Federpicken, besonders bei großen Gruppen. Das Problem kann durch angemessene Bestallung, Betriebsführung und genetische Selektion minimiert werden. Das Schnabelkürzen (Kupieren) ist ein schmerzhafter Eingriff, der bei jungen Vögeln vorgenommen wird. Die EFSA hält folgende Probleme für schwerwiegend:
- konventionelle Legebatterie
  - geringe Knochenstärke und Knochenbrüche während der Entvölkerung
  - keine Möglichkeit für elementare Verhaltensweisen
- kleine möblierte Käfige
  - Federpicken und Kannibalismus in Herden ohne kupierte Schnäbel
  - Ausleben elementarer Verhaltensweisen ist eingeschränkt
- Freilandhaltung
  - Kannibalismus in Herden ohne kupierte Schnäbel
  - hohes Risiko für parasitische Krankheiten

### Antibiotika-Einsatz bei fast allen Tieren
Im November 2011 stellte der damalige NRW-Umweltminister Johannes Remmel (Grüne) eine Studie vor, die das Landesamt für Umwelt, Natur und Verbraucherschutz (LANUV) 2011 im Auftrag seines Ministeriums erstellt hat. Es ist die bundesweit erste Studie zum Medikamenteneinsatz in der Hähnchenmast. Untersucht wurden 182 Betriebe mit insgesamt 962 Durchgängen. Aufgrund inhaltlicher Fehler der Studie musste diese jedoch überarbeitet werden. Die überarbeitete Studie wurde dann weitestgehend von der Öffentlichkeit unbemerkt im April 2012 veröffentlicht.
Die wichtigsten Studienergebnisse sind:
- 91,6 % der Tiere aus den untersuchten Beständen erhielten Antibiotika. Antibiotikafreie Hähnchenmast wurde nur bei 155 von 984 Mastdurchgängen (16 %) festgestellt, wo jedoch nur 8,4 % der Tiere gehalten wurden. In 829 Mastdurchgängen (84 %) erfolgte der Einsatz von Antibiotika.
- Unter den 19 antibiotikafreien Betrieben waren auch fünf Biobetriebe. Es gab auch 24 Betriebe, die nicht in allen Mastdurchgängen Antibiotika angewandt hatten (von den 984 Mastdurchgängen konnten nur 832 Betrieben zugeordnet werden).
- Bei kleinen Betrieben (weniger als 20.000 Tiere) und bei einer Mastdauer von mehr als 45 Tagen wurde eine signifikant geringere Behandlungsintensität (Dauer, Anzahl der Wirkstoffe) festgestellt. Ein genereller Zusammenhang zwischen Behandlungsintensität und Betriebsgröße war auf Basis der Einzelbetriebsdaten dagegen nicht erkennbar.
- Bei den untersuchten Mastdurchgängen kam während der Lebensdauer der Tiere (23 bis 73 Tage) eine Vielzahl von Wirkstoffen zum Einsatz, teilweise bis zu acht verschiedene Antibiotika. Durchschnittlich wurden drei verschiedene Wirkstoffe pro Durchgang verabreicht.
- Die Antibiotika wurden bei 40 % der Behandlungen nur ein bis zwei Tage gegeben; dies lag außerhalb der Zulassungsbedingungen für bestimmte Antibiotika. In Einzelfällen wurde eine Behandlungsdauer von 24 Tagen festgestellt. Durchschnittlich erhielten die Tiere 7,6 Tage lang Antibiotika.

| Tiere im Betrieb  | mittlere Mastdauer | mittlere Behandlungsdauer |
| ----------------- | ------------------ | ------------------------- |
| < 20 000          | 43                 | 3,1                       |
| 20 001 bis 50 000 | 37                 | 6,5                       |
| 50 001 bis 90 000 | 37                 | 9,1                       |
| > 90 000          | 36                 | 6,8                       |

Wissenschaftler warnen seit langem vor dem regelmäßigen Einsatz von Antibiotika, weil hierdurch die Bildung multiresistenter Keime (MRSA) forciert wird. Die Bundestierärztekammer und die EU sehen eine weltweite Zunahme von resistenten Keimen. Beim Menschen können diese Keime dazu führen, dass bei Erkrankungen notwendige Antibiotika keine oder unzureichende Wirkungen entfalten. Nach Angaben des Robert Koch-Instituts sterben jährlich mehr als 15.000 Menschen in Deutschland wegen multiresistenter Keime. Eine Langzeit-Untersuchung des BfR (Bundesinstitut für Risikobewertung) hat in Fleisch- und Lebensmittelproben Keime nachweisen können, die zu 48 % resistent gegen mindestens einen und zu 35 % sogar resistent gegen mindestens zwei Wirkstoffe waren.
Im Juli 2012 beantwortete die Bundesregierung eine Kleine Anfrage von GRÜNEN-Bundestagsabgeordneten „Daten zur Antibiotikavergabe in Nutztierhaltungen und zum Eintrag von Antibiotika und multiresistenten Keimen in die Umwelt“.

### Fallbeispiele
(Ausführlicher beschrieben in den Artikeln der jeweiligen Firmen.)
Der größte deutsche Geflügelproduzent, die PHW-Gruppe mit der Marke Wiesenhof, steht u. a. wegen Tierquälerei in Zulieferbetrieben (lebende Tiere landeten im Müll), Haltung von überzüchteten Tieren (zu schnelles Wachstum, bewegungsunfähige Tiere), Verletzung von Hygienevorschriften, Überbeanspruchung von Wasservorräten und prekärer Arbeitsbedingungen in der Kritik. Einigen dieser Betriebe wurden seitens Wiesenhof bereits gekündigt.
Der Marktführer in Deutschland bei der Zucht von Legehennen, Lohmann Tierzucht, wurde 2011 wegen Tierquälerei zu einer Geldbuße von 100.000 Euro verurteilt. Der Geschäftsführer wurde verwarnt. Die Firma ließ den Küken teilweise die Kämme und Zehen kupieren, um sie vor Verletzungen zu schützen.